# 久世サトシ
久世 サトシ（くぜ さとし、1980年4月14日 - ）は、近畿地方を拠点に活動しているMC、ラジオDJ、ナレーター。セイプロダクション所属。

## 人物
奈良県生駒市出身。龍谷大学文学部を卒業してから2年ほどの間、住宅営業マンをしていた。
鉄道好きで、青春18きっぷでの日本縦断やアムトラックを利用してのアメリカ大陸横断などを行っている。
ラーメン好きが高じて、自身のブログ「久世日記」では500軒以上のラーメン店の食べ歩きブログを書いている。

## 出演

### スポーツMC
- 阪神タイガース スタジアムMC（2008年 - ）
- カターレ富山 スタジアムDJ（2012年 - ）

### ケーブルテレビ
- J:COM 高槻 『ジモスポ〜高槻・島本』
- 近鉄ケーブルネットワーク 『おうちdeショッピング』
- GAORA タイガースキャンプ情報『トラツボ』ナレーション

### ラジオ
- e-radio『キャッチ!』(月曜日担当)

## 過去の出演

### ラジオ
- FM COCOLO『ほっとココロSUNDAY』トラベルナビゲーター
- FM岡山 『TWILIGHT PAVEMENT』 水曜、木曜
- エフエムあまがさき『コーデBOX』『つかしん music radio』など

### ケーブルテレビ
- CATV番組交流ネットワーク ぐるぐる中四国・関西『ぐるラボ・ラーメン学会』(2023年2月.4月.5月)(15分番組)スタジオMC

### テレビCM
- 奈良県医師会

### イベント
- adidas サッカー日本代表パブリックビューイング
- 名波浩 金田喜稔 三浦淳宏サッカークリニック＆トークショー
- 岡崎慎司 清武弘嗣サッカースクール
- 小林可夢偉トークショー&公開生放送
- 阪神甲子園球場プレミアムラウンジ謝恩会
- 吉田義男 平田勝男トークショー
- ミニオンズラン2016大阪

### ナレーション
- eo光テレビ「チャレンジ！女子スポーツ部」
- JAバンク大阪
- 天下一品
- シャープ 電子辞書「Brain」